# Jennifer Digbeu
Pour les articles homonymes, voir Digbeu.
Jennifer Gadiou Digbeu, née le 14 avril 1987 à Lyon (Rhône), est une joueuse française de basket-ball. Elle évolue au poste d'intérieure ou d'ailière. Il s'agit de la sœur d'Alain Digbeu, également international français de basket-ball. Son neveu est Tom Digbeu.

## Biographie

### Carrière en clubs
C'est indirectement que son frère Alain Digbeu - aîné d'une famille de six enfants dont elle est la cinquième et la seule fille - la conduit au basket-ball : elle assiste à un match que dispute la femme d'alors de celui-ci . Après deux saisons à Lyon, elle rejoint à quinze ans le centre fédéral de Toulouse puis l'année suivante elle rejoint l'INSEP pour évoluer avec le Centre fédéral de basket-ball. À Toulouse, elle fait la connaissance de Sandrine Gruda avec laquelle elle évolue durant les premières années de sa carrière de joueuse de basket-ball : toutes deux sont à Toulouse lors de la saison 2002-2003, puis rejoignent Paris pour deux saisons. Elle signe également le premier contrat professionnel la même année et pour le même club, l'Union sportive Valenciennes Olympic.
Toutefois, le début de sa carrière professionnelle est moins impressionnant que sa coéquipière : bien qu'elle évolue dans un effectif composée de grandes joueuses et géré par un entraîneur réputé, Laurent Buffard, elle souffre de ne se voir offrir qu'un temps de jeu limité : lors de ces deux premières saisons, elle dispute 22 puis 18 matchs en Ligue féminine de basket, pour des statistiques de 2 points et 0,7 rebond puis 2,4 points et 1,4 rebond. Sur la scène européenne, Laurent Buffard fait beaucoup moins appel à sa jeune joueuse : elle dispute six rencontres lors de la euroligue 2005-2006 avec des statistiques de 2 points, 0,3 rebond en cinq minutes puis sept matchs la saison suivante avec 0,3 point, 0,4 rebond en six minutes. Malgré son peu de temps de jeu sur la scène européenne, elle dispute son premier Final four de l'Euroligue en 2006 : elle dispute deux minutes, avec un tir à trois points réussis lors de seul tir tenté, lors du match pour la troisième place remporté 77 à 62 face au Lietuvos telekomas Vilnius. Elle remporte également ses premiers titres avec le championnat de France 2007 et la victoire en coupe de France de la même saison. La saison précédente, le club échoue en finale de ces deux compétitions.
Après deux ans, elle met un terme à son contrat de trois ans pour rejoindre le club de USO Mondeville. Sous la direction de Olivier Hirsch, le nouvel entraîneur, elle augmente son temps de temps et devient une joueuse majeure de son équipe. Elle évolue désormais 32 minutes par rencontre pour des statistiques de 10,8 points et 4 rebonds. En Euroligue, Mondeville termine avec un bilan de deux victoires pour huit défaites. Les statistiques de Digbeu sur cette compétition sont de 11,1 points, 6,0 rebonds et 2,1 passes en 30 minutes 2. En France, Mondeville termine au sixième rang de la Ligue féminine ce qui prive le club d'une nouvelle participation à l'Euroligue lors de la saison suivante.
Pour sa deuxième saison européenne sous les couleurs de Mondeville, elle dispute 30 minutes 9 par rencontre, pour des moyennes de 9,1 points, 4,6 rebonds et 1,3 passe en EuroCup Women. Mondeville termine cette compétition en seizième de finale face au club russe du Dynamo Koursk. En France, Monville termine en onzième position du championnat. Les statistiques de Jennifer Digbeu sur cette saison sont de 8,2 points, 4,6 rebonds et 1,2 passe.
Après deux saisons, elle rejoint un nouveau club, le Bourges Basket. En Euroligue, Bourges échoue en huitième de finale face au club espagnol de Perfumerias Avenida Salamanque, ce dernier remportant la manche décisive à domicile sur le score de 64 à 55. Lors de cette rencontre, elle inscrit six points, à deux sur cinq à trois points, mais également un zéro sur trois à deux points, en 16 minutes. Sur l'ensemble de la saison européenne, elle inscrit 4,9 points, capte 3,3 rebonds et délivre 0,4 passe en 16 minutes 9. En France, elle présente des statistiques de 5,6 points et 2,7 rebonds. Bourges est battu en finale du championnat par Tarbes - 76 à 73 avec 2 points, 2 rebonds de Digbeu puis 54 à 40 avec 0 point et 3 rebonds - mais prend sa revanche lors de la finale de la coupe de France en l'emportant sur le score de 67 à 62.
Bourges domine la saison régulière de la saison 2010-2011 de la Ligue féminine de basket, ne subissant que deux défaites. Lors de la phase de playoffs, Bourges s'impose en deux manches face à Lattes-Montpellier puis prend sa revanche sur la saison précédente en dominant Tarbes deux manches à zéro, 71 à 53 et 71 à 59. Lors de cette saison française, les statistiques de Digbeu sont de 5,5 points, 2,9 rebonds, 0,7 passe et 0,5 contre. La saison européenne voit Bourges s'imposer en huitième de finale, face à Good Angels Košice, mais s'incliner lors du tour suivant face à Ros Casares Valence en deux manches. Sur cette campagne européenne, elle dispute 16 minute 5, et a des statistiques de 3,9 points, 2.5 rebonds, et 0,6 passe.
Elle signe en mai 2012 pour Villeneuve-d’Ascq.
Après une année sabbatique pour cause de maternité, elle reprend la compétition en Nationale 1 (troisième division après la LFB et la LF2) à l'Avenir de Rennes, renonçant à un retour au plus haut niveau et à l'équipe de France. « J’ai repris mes études et l’envie de rejoindre l’Avenir de Rennes est montée crescendo car j’étais franchement indécise (...) Je veux juste donner le meilleur de moi-même et apporter toute mon expérience à un club qui, par faute de moyens, n’est pas reconnu à sa juste valeur (...)  J’ai des semaines chargées  en plus du basket et je n’ai plus assez de temps pour profiter de ma fille et mon mari. Ma famille est ma priorité (...) J’ai gagné beaucoup de titres, fait partie des meilleures équipes et j’ai réalisé mon rêve en allant aux Jeux. Je suis plus que reconnaissante pour tous ces privilèges. Je crois que je suis juste passée à autre chose. »
Après une pause maternité, elle reprend le basket à l'automne 2014 en Nationale 1 pour une année à Rennes, elle signe en septembre 2016 après une deuxième maternité au Basket Club Saint-Paul de Rezé en Nationale 1 et contribue fortement à la montée du club l'année suivante en Ligue 2.

### Équipe de France
Comme de nombreuses joueuses évoluant avec le Centre fédéral, elle évolue avec les sélections de jeune de l'équipe de France. Elle dispute ainsi le championnat d'Europe cadettes en 2003, terminant à la cinquième place, puis le championnat d'Europe juniores la saison suivante avec une nouvelle cinquième place. En 2005, elle obtient sa première médaille internationale lors du Championnat d'Europe des 18 ans et moins avec la troisième place. Elle présente des statistiques de 9,4 points, 7 rebonds et 1,1 passe en 28 minutes 1 au sein d'un effectif qui comprend également Sandrine Gruda, Nwal-Endéné Miyem, Anaël Lardy. L'été suivant, lors du Championnat d'Europe des 20 ans et moins, la France termine de nouveau troisième. Elle présente des statistiques de 5,4 points, 2,9 rebonds et 0,6 passe en 18 minutes 4. Pour la troisième année consécutive, Jennifer Digbeu remporte une médaille de bronze avec des statistiques de 11,9 points, 4,8 rebonds et 1,5 passe en 26 minutes 8.
Débutant sous le maillot bleu le 11 juillet 2008 face à la Turquie, elle est choisie parmi les douze Françaises pour participer aux qualifications pour le championnat d'Europe 2009. Elle dispute sept des huit rencontres de celles-ci pour des statistiques de 2,1 points, 1,9 rebond et 0,4 passe en 11 minutes 1. Elle ne fait toutefois pas partie du groupe de joueuses qui remportent l'année suivante le titre de championnes d'Europe : participante à la préparation, elle fait partie des trois dernières joueuses, avec Yacine Sene et Élodie Bertal, à quitter le groupe avant le début de la compétition.
Elle retrouve l'équipe de France lors de la saison 2010 qui est ponctuée par le Mondial 2010,. Le sélectionneur Pierre Vincent doit de nouveau reconstruire : après la retraite de Cathy Melain, il doit faire face aux blessures de Isabelle Yacoubou, Sandrine Gruda puis de Émilie Gomis. Après deux victoires face au Sénégal puis à la Grèce - 11 points et quatre rebonds pour Digbeu, la France parvient à rester proche des Américaines pendant trois quart temps pour finalement s'incliner de vingt et un points. Lors du tour de huitièmes de finale, elle bat la Biélorussie mais s'incline face aux Australiennes avant de remporter la victoire face au Canada. En quart de finale, les Françaises sont opposées aux Espagnoles. La France mène durant les trois premiers quart-temps avant que son adversaire reviennent au score. Les Espagnoles arrachent la prolongation avant de priver les Françaises de demi-finale en l'emportant 74 à 71. Bien que restant sur un 3 sur 11, dont un 3 sur 8 à trois points, Jennifer Digbeu prend ses responsabilités en fin de prolongation en tentant un tir à trois points depuis le côté gauche qui aurait permis aux Françaises d'égaliser et de jouer une seconde prolongation. La France termine ensuite sixième avec une victoire face à la Corée du Sud et une défaite face à l'Australie. Jennifer Digbeu, que Pierre Vincent utilise au poste d'ailière alors qu'en club il la fait jouer au poste d'ailier fort, termine la compétition avec des statistiques de 6,8 points, 3,1 rebonds et 0,7 passe.
Médaillée de bronze à l'Euro 2011, elle fait partie en 2012 de la sélection olympique médaillée d'argent. Concernant l'Euro 2013, elle explique avoir renoncé à une éventuelle sélection dans un communiqué via le journal l'Equipe ainsi que ses réseaux sociaux.

## Clubs
- 2005-2007 :  Union sportive Valenciennes Olympic (LFB)
- 2007-2009 :  USO Mondeville (LFB)
- 2009-2012 :  CJM Bourges (LFB)[12]
- 2012-2013 :  Entente Sportive Basket de Villeneuve-d'Ascq - Lille Métropole
- 2014- :  Avenir de Rennes
- 2016- :  Basket Club Saint-Paul Rezé

## Palmarès

### En club
- Championne de France 2007, 2011 et 2012
- Vice-championne de France : 2006, 2010
- Vainqueure de la Coupe de France 2007, 2010
- Finaliste du Tournoi de la Fédération : 2006, 2007

### En sélection
- Médaille d'argent aux Jeux olympiques 2012 de Londres
- 3e au championnat d’Europe 2011[34]

Son palmarès dans les compétitions de jeunes est :
- au Championnat d'Europe Junior : 2005

## Distinctions
- Chevalier de l'ordre national du Mérite (décret du 31 décembre 2012)[35]